# 普通門
座標: 北緯39度01分38秒 東経125度44分30.5秒 / 北緯39.02722度 東経125.741806度
普通門は朝鮮民主主義人民共和国指定国宝第2号で、平壌市中区域普通門洞に位置する。

## 概要
普通門は高句麗時代に初めて建てられた後、李氏朝鮮時代になって建て直された城門で、6世紀中頃、高句麗が平壌城を築いた時、その中城として初めて建てられ、高麗時代にも西京の西門として維持された。 普通門は普通江のほとりにあるという意味で付けられたが、『高麗史』には「廣徳門」と表記され、その他朝日を再び見るという意味で「又陽館」という別称もあった。現在の城門は1473年に建て直されたもので、平壌城西北方向に通じる関門として国防上交通上重要な位置にあったため、高句麗時代から朝鮮時代に至るまで非常に重要視された。
建築様式は荘重ながらもバランスが取れていて、高麗時代の建築様式が見られる。 花崗岩を加工した築台とその上に建てられた2階建ての門楼からなっており、築台の中央には虹霓門通りが設けられている。 門の道の前方には、前後の鉄片を列をなして被せた丈夫な板門が付けられている。 高く築き上げた擁壁と広さ4.4m、高さ4.55mの虹霓門通りは、朝鮮時代の高い石積みの技術が見られる。 門楼は正面3間(14.8m)、側面3間(9.15m)である。 普通門は他の城門に比べて全体の高さが少し低く、また1階の面積に比べて2階の面積が相対的に狭くなっている。 側面から1階の両側の外側の柱の根元と板の間を結ぶ三角形、そして正面から擁壁の両端と門楼の大棟の中心を結ぶ三角形はほぼ正三角形に近くなっている。 したがって、荘重で安定した印象を与える。
昔は普通江の前に渡し場があり、普通江で客を見送る光景が「普通送客」として平壌八景の一つとして知られていた。普通門は昔から神門とも呼ばれたが、文禄の役の平壌城奪還作戦の時、火の手が門に飛んできたが、結局燃えなかったので人々はその時から鬼門と呼ぶようになった。また朝鮮戦争の時、平壌は爆撃を受けて戦争が終わった当時、市内に完全な建物が2軒だけでひとつは銀行で、もうひとつはこの普通門であった。